# Müller Antal (országgyűlési képviselő)
Müller Antal (Mór, Fejér vármegye, 1885. április 18. – Budapest, 1951. április 15.) magyar szabó, szakiparos, politikus, országgyűlési képviselő.

## Élete
Római katolikus családban született, Müller Antal asztalos és Czerha Katalin gyermekeként. A fővárosi iparrajziskola két éves tanfolyama után technológusi képesítést szerzett. Már fiatalon bekapcsolódott a keresztényszocialista szakszervezeti mozgalomba; alapítója volt a Keresztény Iparosok Országos Szövetségének, melyben 15 éven át ügyvezető elnöki tisztséget is viselt, 1935-ben pedig a szervezet országos elnöke lett. Nyolc másik szakipari szervezetet is létesített, köztük az 1940 tájára már ezresnél nagyobb taglétszámú Szabóiparosok Szövetkezetét, amelynek hosszú időn át szintén első embere volt. Több ízben járt ipari tanulmányúton Európa különböző országaiban.
A keresztényszocialista mozgalom aktív tagjainak egyikeként kapcsolódott be az országos közéletbe is. 1920-ban lett tagja a székesfőváros törvényhatósági bizottságának; a főváros déli lajstromos kerületében pedig 1931-ben és 1935-ben is parlamenti képviselővé választották meg, keresztény gazdasági párti programmal. Szintén mandátumot szerzett az 1939-es választáson is, ugyancsak a budapesti III. számú kerületben, de ezúttal a Magyar Élet Pártja színeiben. Képviselőházi felszólalásai jellemzően a kisipar, a kézmű- és a háziipar érdekeinek védelmére irányultak.
Főszerkesztője volt egy időben az Ipar című időközi lapnak; tagja az Országos Ipartanácsnak és levelező tagja a Kereskedelmi és Iparkamarának. 1936-ban, érdemei elismeréseként Horthy Miklós kormányzótól kormányfőtanácsosi kinevezést vehetett át.
1911. május 14-én Budapesten feleségül vette Czrha Mária Teréziát, akitől 1933-ban elvált. 1934. április 28-án, ugyancsak Budapesten kötött új házasságot Gömöri Szerénával.